# Charadra tapa
Charadra tapa là một loài bướm đêm thuộc họ Noctuidae. Nó được tìm thấy ở Chiricahua, Huachuca, và dãy núi Santa Rita of tây nam Arizona, although the species probably occurs in adjacent parts của México.
Chiều dài cánh trước là 18 mm đối với con đực và 19 mm đối với con cái. Mùa bay chính là từ tháng 9 đến tháng 10, nhưng ghi chép cho thấy chúng có thể bay suốt mùa xuân.
Ấu trùng ăn Quercus gambelii.